# Virgin EMI Records
Virgin EMI Records — британський лейбл звукозапису, який належить Universal Music Group та був заснований 2013 року.

## Історія
Virgin EMI Records був заснований в березні 2013 року шляхом об'єднання Mercury Records UK та Virgin Records. Він використовує ресурси роботи з артистами та маркетингові ресурси лейблів Virgin Records та EMI Records. Virgin EMI став одним із топових лейблів групи Universal Music UK, поряд з такими як Polydor Records, Island Records, Decca Records та новоствореним Capitol Records UK. Mercury Records UK, яка традиційно видавала у Великій Британії пісні артистів лейблів International Island Records та Def Jam Records, почала діяти під брендом Virgin EMI разом із Universal Island, який також випустив пісні виконавців Republic Records у цій країні. Новий лейбл замінив Mercury Records та Virgin Records як лейбли, що працюють у Великій Британії.

## Артисти
Серед артистів Virgin EMI Records є Керрі Андервуд, Тейлор Свіфт, Florence and the Machine, Льюїс Капалді, Корінна Бейлі Рей, Кеті Перрі, Емелі Санде, The Chemical Brothers, Jamiroquai, Slaves, The Libertines, Джейк Баґґ, Fall Out Boy, Lorde, Chase & Status, Metallica, Avicii, Елтон Джон, Chvrches, Пол Маккартні, Blossoms, Лойл Карнер, Мартін Сольвейг, Bon Jovi, The Vamps, Джордж Майкл, The Stone Roses, HRVY, Vic Mensa, Massive Attack, Avenged Sevenfold, Пол Саймон, Krept and Konan, Кеті Бі, Емі Макдональд, Дюк Дюмон, Каньє Вест, Westlife та Four of Diamonds. Крім того, Майк Олдфілд, чий альбом Tubular Bells видав Virgin Records, також є виконавцем Virgin EMI Records.